# 高倉みゆき
高倉 みゆき（たかくら みゆき、1934年〈昭和9年〉3月28日 - ）は、日本の女優である。旧芸名は出生名の和田 道子（わだ みちこ）、結婚後の本名は東 道子。

## 来歴
1934年（昭和9年）3月28日、千葉県銚子市に生まれる。
銚子市立銚子高等学校卒業後の1953年（昭和28年）、東宝に入社し、大部屋女優となった。1955年（昭和30年）、東映京都撮影所に入社、本名の和田道子で映画『紅孔雀』や『百面童子・四部作』などに出演した。
1957年（昭和32年）、新東宝の大蔵貢社長にスカウトされ、同年7月、新東宝に入社した。同年、『戦雲アジアの女王』（野村浩将監督）の川島芳子役で初主演を果たす。1958年（昭和33年）、『天皇・皇后と日清戦争』（並木鏡太郎監督）で、大蔵社長自らの指名で皇后役を演じ、さらに翌1959年（昭和34年）、『明治大帝と乃木将軍』（小森白監督）でも皇后役に起用されて、「皇后女優」と呼ばれる。この皇后役へのごり押しで、高倉との愛人関係がマスコミにばれた大蔵は記者会見を行い、満座の席上で「『女優を妾にした。』と記事にあるが、女優を妾にしたのではない。妾を女優にしたのだ。」と発言して物議を醸した。高倉が「皇后女優」と呼ばれていたことも非難を増大させた。「皇后女優」と呼ばれ始めたのちも、他の新東宝の女優と同様、脱獄囚、女スパイ、女怪盗、有名文学作品のヒロインなどを演じ、美貌を誇る新東宝エログロ路線の象徴的主演女優として、他の数々の映画にも出演した。
1960年（昭和35年）、スキャンダルが影響し、主役に予定されていた映画『女王蜂と大学の竜』（石井輝男監督）、ラジオ東京テレビの2本のテレビドラマへの出演が中止となる。新東宝を退社してフリーとなる。1961年（昭和36年）、高倉の退社後、すでに危うかった新東宝の経営は更に悪化して、大蔵貢は退陣に追い込まれ、倒産。これらのスキャンダルによってトップ女優としての名声を失ったが、以後もテレビドラマ・映画・舞台に助演で出演を続けた。
1964年（昭和39年）10月に日本テレビ出版部長の東昌史と結婚する。1969年（昭和44年）に芸能界を引退。家庭の人となった。

## 人物・エピソード
デビュー前に所属していた俳優学校では、丹波哲郎、中島春雄、広瀬正一らが同期であった。
『明治天皇と日露大戦争』（渡辺邦男監督）の大ヒットで味をしめた大蔵貢社長は、矢継ぎ早に『天皇・皇后と日清戦争』を制作決定。嵐寛寿郎に再び天皇役を打診したが、アラカンは高倉の皇后役起用に反発、「昭憲皇太后こんな人やない、まるでイメエジ違う」と大蔵社長に言ったところ、大蔵社長は立腹し、「ワシの女やから、気品がないというのか?　よし、見ておれ!」と無理やりに起用。さらに『明治大帝と乃木将軍』でも皇后役に起用、これでマスコミに高倉と大蔵社長の関係がばれてしまった。「妾を女優に…」発言はこのとき出たものである。アラカンは「言わんこっちゃない」とこの騒動を振り返っている。
新東宝の俳優だった高橋勝二によると、当時大蔵貢社長と高倉の関係は社内では知る者はあまりおらず、高倉の抜擢をねたむ女優はいたが「公然の秘密」めいたものはなかったという。大蔵社長が高倉や女優たちを銀座のバーなどに呼んで接待させることはよくあった。また、小川欽也監督によると、大蔵社長は最後まで高倉のことが好きだったそうで、夫人に隠れて高倉の出演しているテレビや雑誌をいつも見ていたという。
明治天皇役の嵐寛寿郎が史実より若干年長だったのに対して、史実における昭憲皇后45歳から56歳までを高倉は23歳～25歳で演じた。二人の年齢差は32歳（史実では皇后が3歳年長）である。

## 主な出演作品

### 映画
- 完結 佐々木小次郎　巌流島決闘（1951年）
- 喧嘩安兵衞（1952年）
- 天晴れ一番手柄 青春銭形平次（1953年）
- 次郎長三国志
  - 第二部 次郎長初旅（1953年）
  - 第七部 初祝い清水港（1954年）
- 愛人（1953年）
- あゝ洞爺丸（1954年）
- 新諸国物語 紅孔雀　第一篇（1954年）
- 幻術影法師（1955年）
- 春秋あばれ獅子（1955年）
- ふり袖侠艶録（1955年）
- 百面童子
  - 第一篇 ギヤマンの秘密（1955年）
  - 第二篇 サタンの窟（1955年）
  - 第三篇 バテレンの宴（1955年）
  - 完結篇 イスラムの女王（1955年）
- まぼろし小僧の冒険　仁王坂の追撃（1955年）
- 剣法奥儀 二刀流雪柳（1956年）
- 羅生門の妖鬼（1956年）
- 「西遊記」より 孫悟空 第一部・第二部（1956年）
- 警視庁物語 逃亡五分前（1956年）
- 不良女学生（1957年）
- 大江戸喧嘩纏（1957年）
- 戦雲アジアの女王（1957年）
- 坊ぼん罷り通る（1958年）
- 天皇・皇后と日清戦争（1958年）
- 重臣と青年将校　陸海軍流血史（1958年）
- 不如帰（1958年）
- 新日本珍道中　西日本の巻（1958年） 
  - 続 新日本珍道中　東日本の巻（1958年）
- 汚れた肉体聖女（1958年）
- 女王蜂の怒り（1958年）
- 爆笑王座征服（1958年）
- 大東亜戦争と国際裁判（1959年）
- 女間諜暁の挑戦（1959年）
- 貞操の嵐（1959年）
- 東支那海の女傑（1959年）
- 日本ロマンス旅行（1959年）
- 嵐に立つ王女（1959年）
- 婦系図 湯島に散る花（1959年）
- 明治大帝と乃木将軍（1959年）
- 東海道弥次喜多珍道中（1959年）
- 爆弾を抱く女怪盗（1960年）
- 女死刑囚の脱獄（1960年）
- めくら狼（1963年）
- 明治血風録 鷹と狼（1968年）
- 温泉あんま芸者（1968年）
- やくざ番外地 抹殺（1969年）

### テレビドラマ
- 鞍馬天狗（1959年、フジテレビ）
- 水野十郎左衛門（1961年、フジテレビ）
- 挽歌（1961年、フジテレビ）
- 侍（1961年、フジテレビ）
- ある落日（1961年、TBS）
- テレビ指定席 / 父と子（1962年、NHK）
- 無法松の一生（1962年、フジテレビ）
- シャープ火曜劇場 / 殺陣師段平（1962年、フジテレビ）
- 白と黒（1962年、NET（現・テレビ朝日））
- 松本清張シリーズ・黒の組曲 第25話「渓流」（1962年、NHK）-　重子 役
- 曲師一代　桃中軒雲右衛門（1963年、NHK）
- 鉄道公安36号（NET）
  - 第12話「ある対決」（1963年）
  - 第142話「終着駅の女」（1966年）
- 張込み（1963年、NET）-　さだ子 役
- 孤独の賭け（1963年、NET）
- 人生劇場（1963年、日本テレビ）
- 三匹の侍（フジテレビ）
  - 第1シリーズ 第3話「讐鬼血笑」（1963年）
  - 第4シリーズ 第5話「二足の草鞋」（1966年）-　お竜 役
- 特別機動捜査隊 第255回「恐怖の25時間」（1966年、NET）
- プレイガール 第16回「女は悪魔に首ったけ」（1969年、東京12CH）
- ブラックチェンバー 第11話「可愛い女と危険な女」（1969年、フジテレビ）

### 舞台
- 男の雪月花 （共演：村田英雄）